# Dipartimento di salute mentale
Il Dipartimento di salute mentale (DSM) è la struttura deputata, in Italia, alla tutela della salute mentale. È stato istituito a partire dalla Legge Basaglia del 1978, che ha portato alla chiusura degli ospedali psichiatrici in Italia.

## Panoramica
Nel 2013 sono stati chiusi gli OPG (Ospedali psichiatrici giudiziari), sostituiti dalle Residenze per l'esecuzione delle misure di sicurezza.
I 76 manicomi attivi nel 1978 sono stati sostituiti da:
- 695 centri di salute mentale
- 320 SPDC (servizio psichiatrico diagnosi e cura)
- 257 Day hospital, 481 centri diurni
- 1.341 strutture residenziali (C.T.R. comunità terapeutica riabilitativa - G.A. gruppo appartamento - C.A. comunità alloggio)
- 433 imprese sociali (residenziali e semiresidenziali)